# Olšová Vrata
Olšová Vrata (německy Espenthor) jsou vesnice, část krajského a statutárního města Karlovy Vary ve stejnojmenném okrese v Karlovarském kraji. Nachází se asi 4,5 kilometru jihovýchodně od Karlových Varů. Olšová Vrata jsou také název katastrálního území o rozloze 12,23 km². V katastrálním území Olšová Vrata leží i Hůrky. U vesnice se nachází mezinárodní letiště Karlovy Vary.

## Historie
První písemná zmínka o vesnici pochází z roku 1246.

## Obyvatelstvo
Při sčítání lidu v roce 1921 ve vsi žilo 732 obyvatel (z toho 344 mužů), z nichž bylo 726 Němců a šest cizinců. Až na dva evangelíky se hlásili k římskokatolické církvi. Podle sčítání lidu z roku 1930 měla vesnice 1 131 obyvatel: čtrnáct evangelíků, 1 114 Němců, jednoho příslušníka jiné národnosti a dva cizince. Kromě čtrnácti evangelíků, jednoho člena církve československé a osmi lidí bez vyznání byli římskými katolíky.
| Rok            | 1869 | 1880 | 1890 | 1900 | 1910 | 1921 | 1930  | 1950 | 1961 | 1970 | 1980 | 1991 | 2001 | 2011 | 2021 |
| -------------- | ---- | ---- | ---- | ---- | ---- | ---- | ----- | ---- | ---- | ---- | ---- | ---- | ---- | ---- | ---- |
| Počet obyvatel | 424  | 582  | 662  | 773  | 871  | 732  | 1 131 | 340  | 380  | 503  | 364  | 261  | 353  | 493  | 379  |
| Počet domů     | 64   | 72   | 73   | 78   | 83   | 85   | 122   | 136  | 136  | 105  | 83   | 86   | 112  | 160  | 160  |

## Obecní správa
Při sčítání lidu v letech 1869–1930 Olšová Vrata byla samostatnou obcí v okrese Karlovy Vary. Od roku 1948 jsou částí statutárního města Karlovy Vary, se kterým patřila nejprve do okresu Karlovy Vary-město, ale od roku 1960 ve stejnojmenném okrese. V letech 1869–1930 k obci patřily Hůrky.

## Pamětihodnosti
- Kostel sv. Kateřiny